# Waq waq
Waq Waq (ワークワーク?, Wākuwāku) è un manga di fantascienza scritto e disegnato da Ryu Fujisaki. L'opera è stata serializzata sulla rivista Weekly Shōnen Jump di Shūeisha dal 30 agosto 2004 al 9 maggio 2005. I capitoli sono in seguito stati raccolti in quattro volumi formato tankōbon.
La pubblicazione del manga in italiano è iniziata il 7 novembre 2006 e si è conclusa il 6 febbraio 2007 ad opera di Star Comics.

## Trama
Waq Waq è un mondo dove macchine e umani dal sangue nero combattono una guerra senza fine. I sette Sakimori, guerrieri che si uniscono a meccanismi pensanti chiamati Gojinzo, hanno lo scopo di difendere i villaggi dagli assalti delle macchine. Shio, il figlio di un Sakimori, viene scelto dal Gojinzo del padre come suo successore. Prima di spirare, il padre gli affida una misteriosa ragazza dal sangue rosso.